# Моган
Моган (ісп. Mogán) — муніципалітет в Іспанії, у складі автономної спільноти Канарські острови, у провінції Лас-Пальмас, на острові Гран-Канарія. Населення — 22 638 осіб (2010).
Муніципалітет розташований на відстані близько 1780 км на південний захід від Мадрида, 39 км на південний захід від міста Лас-Пальмас-де-Гран-Канарія.
На території муніципалітету розташовані такі населені пункти: (дані про населення за 2010 рік)
- Лос-Альмасігос: 221 особа
- Аквамаріна: 48 осіб
- Аргінегін: 2724 особи
- Барранкільйо-Андрес: 103 особи
- Лас-Буррільяс: 59 осіб
- Ель-Кайдеро: 28 осіб
- Касас-Бланкас: 45 осіб
- Касас-де-Венегера: 161 особа
- Лас-Касільяс: 63 особи
- Ель-Серкадо: 116 осіб
- Лас-Філіпінас: 109 осіб
- Ель-Орнільйо: 115 осіб
- Ель-Орно: 254 особи
- Орно-де-ла-Теха: 23 особи
- Ла-Умбріділья: 100 осіб
- Ломок'єбре: 457 осіб
- Лос-Льянос: 57 осіб
- Моган: 1385 осіб
- Ель-Моліно-де-В'єнто: 164 особи
- Лос-Наваррос: 23 особи
- Ель-Пальміто: 111 осіб
- Лос-Пасітос: 120 осіб
- Паталавака: 206 осіб
- Лос-Пеньйонес: 70 осіб
- П'є-де-ла-Куеста: 9 осіб
- Платеро: 118 осіб
- Плая-де-Моган: 928 осіб
- Ла-Плая-де-Тауро: 96 осіб
- Ла-Плая-дель-Кура: 771 особа
- Пуебло-де-Тауро: 637 осіб
- Пуерто-Рико: 4229 осіб
- Ла-Росілья: 0 осіб
- Сорія: 73 особи
- Табайбалес: 2 особи
- Тауріто: 76 осіб
- Ла-Верга: 63 особи
- Ель-Сао: 63 особи
- Ла-Чарка: 68 осіб
- Ель-Венто: 48 осіб
- Баліто: 708 осіб
- Барранко-дель-Кура: 72 особи
- Канаріос I: 212 осіб
- Канаріос II,III,IV і V: 875 осіб
- Корніса-дель-Суроесте: 5808 осіб
- Кортадорес-де-Пуерто-Рико: 908 осіб
- Ла-Плая-де-Венегера: 0 осіб
- Ла-Вістілья: 103 особи
- Морро-дель-Гінчо: 9 осіб

## Демографія
Динаміка населення (INE ):

## Галерея зображень

Розташування муніципалітету на острові Гран-Канарія
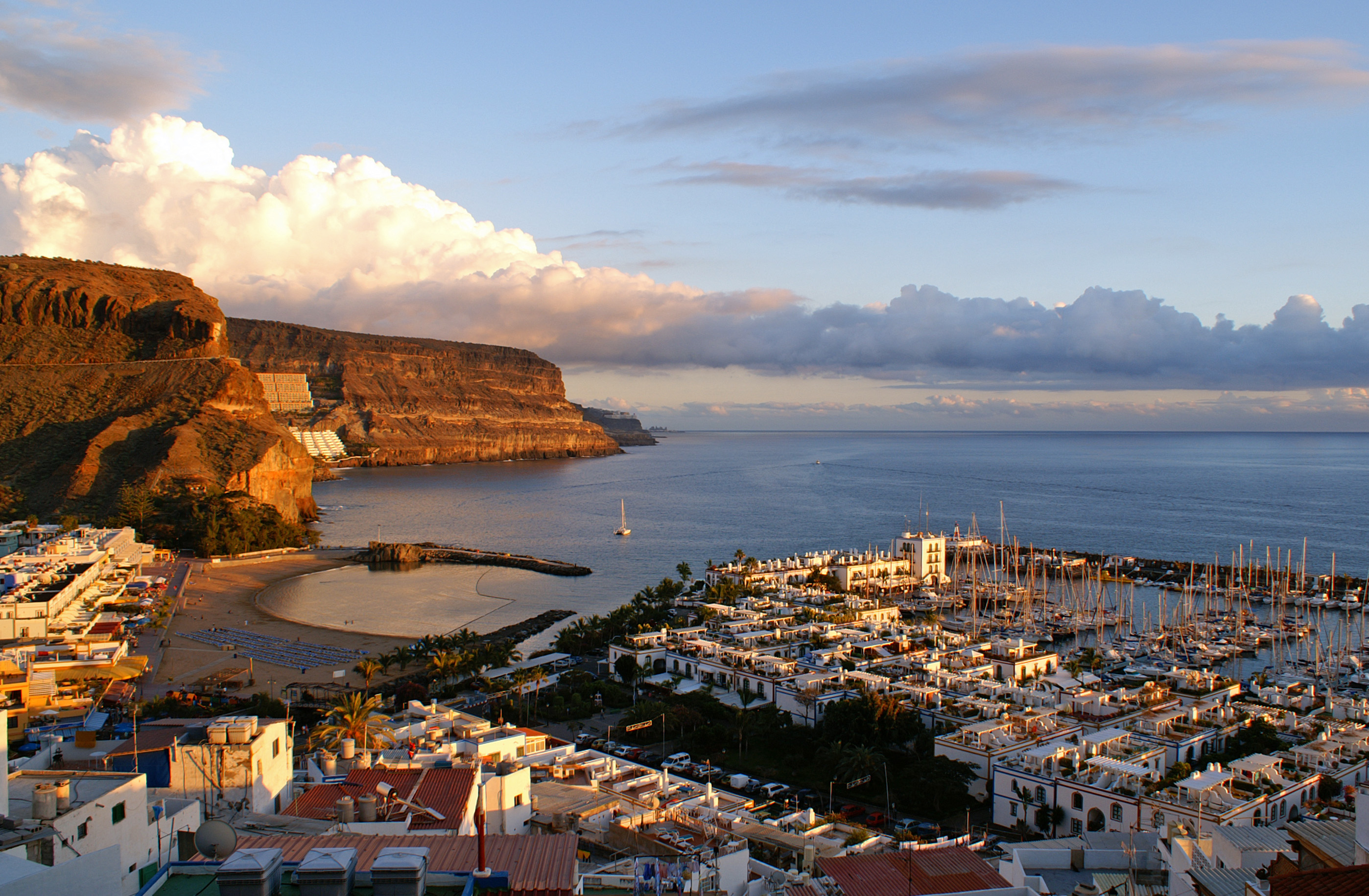
Порт міста Моган